# Centro di poesia contemporanea dell'Università di Bologna

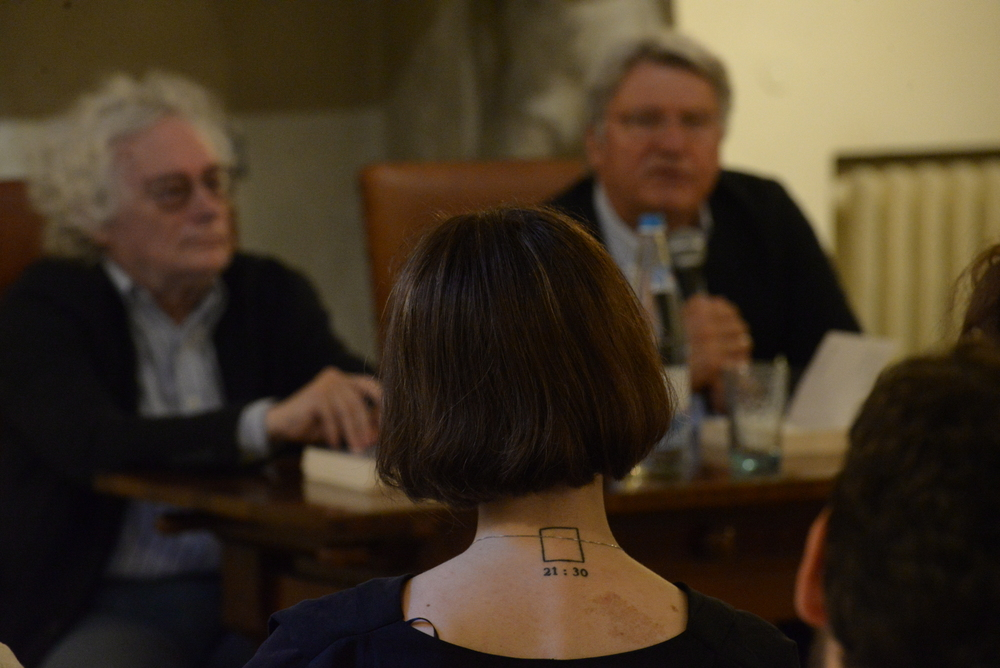
Oven festival 2018 - Premio Bologna Lecture - Elena Violani Landi 2018 al poeta Maurizio Cucchi, presso la Sala del Papa di Palazzo Boncompagni, Bologna

Il Centro di poesia contemporanea dell'Università di Bologna è un'organizzazione non a scopo di lucro affiliata all'Università di Bologna con l'obiettivo di studiare e diffondere la poesia contemporanea, mettendo in contatto professori, studenti e poeti del panorama italiano e internazionale.
Il Centro è stato fondato nel 1997 da Roberto Galaverni, Andrea Gibellini e Davide Rondoni sotto la presidenza di Ezio Raimondi e con l'appoggio di Mario Luzi. Tra i docenti promotori figurano, oltre allo stesso Raimondi, Vita Fortunati, Alberto Destro, Piero Menarini, Niva Lorenzini e Alberto Bertoni.
Negli anni ha ospitato personalità di rilievo internazionale come i poeti premi Nobel per la Letteratura Derek Walcott e Seamus Heaney, ma anche Philip Levine, Peter Handke, Homero Aridjis, Jean-Pierre Lemaire, Cees Nooteboom, Richard Harrison, George Elliott Clarke, Mario Bojorquez, Victor Nunez, Osvaldo Sauma, Durs Grünbein, Adam Zagajewski, oltre alla maggior parte dei poeti italiani che negli anni sono passati a Bologna in occasione di reading, conferenze e premi di poesia, ma anche progetti di contatto fra le arti e i diversi saperi.
Dal novembre del 2020 al 2024 il presidente del Centro di poesia contemporanea è stato il professor Andrea Ceccherelli. Dal 2024 il professore Giuseppe Ledda ricopre la stessa carica. Dal 2022 il centro di poesia è diretto da Isabella Leardini. Fra i soci del Centro si annoverano i giovani poeti Davide Gallo, autore di Così com'è, così com'è stato, Rebecca Garbìn, autrice di Male minore e Mikel Marini Doughty, autore di Non per il mondo ma per il giardino, tutti pubblicati nel 2025 per i tipi di Vallecchi Poesia, collana diretta dalla stessa direttrice del Centro Isabella Leardini.
Il Centro organizza appuntamenti settimanali intitolati "Freelab" dove studenti, curiosi e appassionati di poesia contemporanea possono leggere, commentare e decostruire i testi altrui.